# Girolamo Lombardo
Girolamo Lombardo (ur. 1506 w Ferrarze, zm. 1590 w Recanati) – włoski rzeźbiarz i giser, działający głównie na terenie regionu Marche.

## Życiorys
Był synem architekta Antonia Lombardo, jego bracia Aurelio i Lodovico także byli rzeźbiarzami. Początkowo kształcił się pod okiem swojego ojca w Ferrarze, a następnie przybył do Wenecji, gdzie pracował w warsztacie Jacopa Sansovina. W 1543 roku udokumentowano po raz pierwszy jego obecność w Loreto, gdzie działał wspólnie z braćmi.
Około 1553 roku zamieszkał w Recanati, gdzie założył własną gisernię, wokół której skupiło się wielu miejscowych artystów. W ramach jego szkoły działali: Tiburzio Vergelli, Antonio Calcagni, Sebastiano Sebastiani, Tarquinio Jacometti, Pier Paolo Jacometti oraz Giambattista Vitali.

## Ważne dzieła
- Grobowiec Francesca Alberici w Recanati
- Drzwi Sanktuarium Santa Casa w Loreto
- Pomnik papieża Grzegorza XII, został zniszczony przez żołnierzy francuskich.
- Cyborium w Fermo.